# Epicauta desgodinsi
Epicauta desgodinsi là một loài bọ cánh cứng trong họ Meloidae. Loài này được Frivaldszky miêu tả khoa học năm 1892.